# 藤岡文七
藤岡 文七（ふじおか ぶんしち、1950年 - ）は、日本の官僚・エコノミスト。内閣府沖縄振興局長、政策統括官、内閣府審議官を歴任。退官後、一般社団法人日本ベトナム経済フォーラム専務理事(2022年5月末まで）。藤岡経済研究所代表

## 人物
兵庫県出身。神戸市立歌敷山中学校、灘高等学校、横浜国立大学経済学部を経て、1975年一橋大学大学院経済学研究科を修了し経済企画庁入庁。大学院の指導教官は藤野正三郎で、副ゼミナールとして二階堂副包のゼミナールにも参加した。
1977年から6年間、国民経済計算（新SNA移行)、QE、中期多部門マクロモデル、財政・社会保障モデル等のマクロ経済統計・計量解析分野を担当、1990年OTO（市場開放問題苦情処理会議）担当室長として日米自動車協議（規格・基準問題等）等を担当、1995年OECDの投資自由化交渉担当課長、1997年経済企画庁消費者行政第一課長では国民生活審議会（会長塩野谷祐一）の消費者政策部会（部会長 落合誠一東京大学教授(当時））の調査審議等を受けての消費者契約法立法化担当、1999年末より政府主催のインターネット博覧会（インパク）事務局長、2005年内閣府経済社会総合研究所においてM&A研究会を開催、同年わがまち元気サイトを設立。
2005年内閣府沖縄振興局長に就任し沖縄政策を担当、2006年には沖縄振興開発金融公庫は沖縄振興計画の最終年次まで存続することとなったと述べた。
教職歴は、国民経済計算論、日本経済論、国際経済論、公共政策（横浜市立大学、関東学院大学、学習院大学、いずれも非常勤）。
2008年に次官級の経済財政運営担当の内閣府審議官に就任、毎月数度、経済見通し等についての記者会見を開催。2010年8月17日の会見では、「デフレ懸念が非常に大きくなっていると判断する向きが多くなっている」と述べた。同年退官。
2020年、瑞宝重光章受章。

## 略歴
- 1950年 兵庫県出身
- 1969年 灘高等学校卒業
- 1975年 一橋大学大学院経済研究科修士課程修了、経済企画庁入庁
- 1984年-87年 外務省在チェッコスロバキア日本国大使館一等書記官（経済・商務担当）
- 1988年 大蔵省主計局主査（陸上自衛隊、防衛大学校、防衛医科大学校等担当）
- 1990年 経済企画庁調整局調整課市場開放問題苦情処理対策官
- 1992年 経済企画庁長官官房企画課広報室長
- 1993年 経済企画庁長官官房参事官
- 1995年 通商産業省産業政策局国際企業課長
- 1997年 経済企画庁国民生活局消費者行政第一課長
- 1999年 経済企画庁物価局物価政策課長（兼）内閣総理大臣官房新千年紀記念行事（インパク）推進室長
- 2002年 内閣府政策統括官付参事官（経済財政運営担当）
- 2003年 内閣府経済社会総合研究所総括政策研究官
- 2004年 内閣府大臣官房審議官（経済財政運営担当） 兼 産業再生機構担当室長 兼 市場開放問題苦情処理対策室長 兼 政府調達苦情処理対策室長兼経済社会総合研究所特別研究員
- 2005年 内閣府沖縄振興局長 兼 経済社会総合研究所特別研究員
- 2006年 内閣府政策統括官（経済財政運営担当） 兼 地方分権改革準備室長 兼 経済社会総合研究所特別研究員
- 2008年 内閣府審議官
- 2010年7月30日 退官
- 2010年9月 一般社団法人日本ベトナム経済フォーラム専務理事（～2022年5月末退任退会）
- 2014年7月 （兼）一般社団法人日本リサーチ総合研究所理事長（～2020年3月末まで、同研究所廃止）
- 2024年５月 一般社団法人高齢社会ビジョン研究会代表理事(ASVI)

## 著書
- 『国民経済計算の知識』（西嶋周二と共著）（日本経済新聞社（日経文庫）、1986年3月）
- 『テキスト国民経済計算』（渡辺源次郎と共著）（大蔵省印刷局、1994年9月）
- 『わが国のＭ＆Ａの課題と展望』（落合誠一編）（商事法務、2006年5月）等